# Управление активами
Управление активами (англ. asset management) — профессиональное управление различными типами ценных бумаг (акциями, облигациями и т. д.) и другими активами (например, недвижимостью), целью которого является получение прибыли инвесторами. Инвесторами в данном случае могут выступать как компании (страховые компании, пенсионные фонды, корпорации и т. д.), так и частные инвесторы (непосредственно или с помощью коллективного инвестирования).

## Определение
Управление активами — профессиональное управление финансовыми активами (акциями, облигациями и т. д.), инвестициями, недвижимостью (строительство и сдача в аренду), другими активами (сдача в аренду свободного оборудования и инструмента), а также нематериальными активами (получение роялти, покупка и продажа прав).
Управление активами — это систематический процесс разработки, эксплуатации, технического обслуживания, модернизации и утилизации активов наиболее эффективным с точки зрения затрат способом (включая все затраты, риски и эксплуатационные характеристики). Обычно используется в финансовом секторе для трастовых компаний, которые управляют инвестициями от имени других, а также в государственном секторе при управлении инфраструктурными проектами для обеспечения скоординированного подхода к оптимизации затрат, рисков, услуг/производительности и устойчивости. Международный стандарт ISO 55000 содержит требования к системе менеджмента для управления активами.

## Структура
Управление активами — совокупность управленческих, финансовых, экономических, инженерных и других методов, применяемых к активам с целью обеспечения наилучшего уровня стоимости услуг для соответствующих затрат, включает в себя:
- Управление физическими активами (англ. physical asset management) — практика управления всем жизненным циклом — (включая проектирование, строительство, ввод в эксплуатацию, эксплуатацию, техническое обслуживание, ремонт, модификацию, замену и вывод из эксплуатации/утилизацию) — физических активов, таких как сооружения, производственные и сервисные установки, энергетические, водные и очистные сооружения, распределительные сети, транспортные системы, здания и другие физические активы. Эксплуатация и техническое обслуживание активов в условиях ограниченного бюджета требуют схемы расстановки приоритетов. Предприятия часто сотрудничают с управляющими компаниями, чтобы предложить инвесторам готовые решения или с целью поддержания надлежащих эксплуатационных характеристик активов. Растущая доступность данных из систем активов позволяет применять принципы совокупной стоимости владения для управления объектами отдельной системы, здания или всего кампуса.
- Управление инфраструктурными активами[англ.] — управление активами государственного сектора, коммунальных услуг, собственности и транспортных систем, формирование будущих интерфейсов между человеческой, построенной и природной средами с помощью совместных и основанных на фактических данных процессов принятия решений.
- Управление ИТ-активами — совокупность бизнес-практик, объединяющих финансовые, контрактные и инвентарные функции для поддержки управления жизненным циклом и принятия стратегических решений в ИТ-среде.
- Управление цифровыми активами[англ.] — форма управления электронным медиа-контентом, которая включает в себя цифровые активы, лицензионные соглашения на авторское право.
- Доверительное управление недвижимостью[1] — один из способов получения пассивной прибыли от аренды недвижимости. Управление при котором собственник недвижимости передает полномочия по управлению своей недвижимостью, управляющей компании.
- Системы управления активами предприятия — информационные системы активов, которые поддерживают управление активами организации. EAM включает реестр активов (инвентаризация активов и их атрибутов) в сочетании с компьютеризированной системой управления техническим обслуживанием (CMMS) и другими модулями (такими как управление запасами или материалами). Активы, которые географически распределены, взаимосвязаны или объединены в сеть, часто также представлены с помощью географических информационных систем (ГИС). ГИС-ориентированный реестр активов стандартизирует данные и улучшает взаимодействие, предоставляя пользователям возможность повторного использования, координации и обмена информацией эффективным и действенным образом. ГИС-платформа в сочетании с информацией как о «твёрдых» (типичные физические активы или активы инфраструктуры), так и о «мягких» активах (разрешения, лицензии, бренды, патенты, права доступа и другие права или ценные предметы) помогает оптимально управлять активами различными ведомствами. Менеджеры активов должны принимать обоснованные решения для достижения своих организационных целей, это требует хорошей информации об активах, а также лидерства, ясности стратегических приоритетов, компетенций, межведомственного сотрудничества и коммуникаций, привлечения рабочей силы и цепочек поставок, систем управления рисками и изменениями, мониторинга эффективности и постоянного совершенствования.
- Управление основными средствами[англ.] — бухгалтерский процесс, направленный на отслеживание основных средств для целей финансового учета.